# Vreni Kneubühl
Vreni Kneubühl (* 19. Mai 1920 in Herzogenbuchsee; † 1. Januar 2007 in Burgdorf) war eine Schweizer Solojodlerin und Kursleiterin, Regisseurin, Schauspielerin und Rezitatorin berndeutscher Literatur.

## Leben
Vreni Kneubühl wuchs in der handwerklichen Atmosphäre der elterlichen Schmiede auf. Schon während
der Schulzeit jodelte Vreni an Familientreffen und auf Ausflügen und lernte das Handorgeln. Sie hatte erste Auftritte und wirkte aktiv in einer Trachten- und einer Theatergruppe mit. Für ihren Vortrag anlässlich eines Bundesrats-Fraktionsessens im „Bären“ in Eggiwil bekam die junge Jodlerin ein „Müntschi“ auf die Wange von Bundesrat Rudolf Minger. Sie machte dennoch zunächst eine Lehre als Damenschneiderin, arbeitete aber im Tea Room „Moderne“ in Bern. 
Sie war seit 1941 mit Fritz Kneubühl, einen Mitarbeiter in Vaters Schmiede, verheiratet. Sie lebten ab 1944 nach Landiswil im Emmental und nahmen eine Schmiede in Pacht. Vreni Kneubühl besuchte eine Handelsschule und führte die kaufmännischen Angelegenheiten des Betriebes, war für die Buchhaltung und alles Administrative, aber auch für Kost und Logis der Mitarbeiter und Lehrbuben verantwortlich. 
Nebenbei engagierte sie sich bei Theateraufführungen für die Musikgesellschaft. 1943 trat Vreni in den Bernisch-Kantonalen Jodlerverband BKJV ein. Im gleichen Jahr erhielt sie am Bernischen Jodlerfest ein „Sehr gut“ für das Lied „Der Hüeterbueb“ von Jakob Ummel. Insgesamt nahm Vreni an nicht weniger als 57 Jodlerfesten teil und erntete stets ein „Sehr gut“. 1955 zogen die Kneubühls nach Burgdorf, wo sie ab 1960 eine Schlosserei führten.
Sie starb an einem Herzversagen.

## Wirken
Den bekannten Komponisten Jakob Ummel lernte Vreni Kneubühl 1943 kennen. Die beiden Spitzenjodler machten über 100 Plattenaufnahmen und zahlreiche Radio- und Fernsehaufnahmen. Das Repertoire von Vreni Kneubühl umfasste in ihrer Jodelkarriere von 1937 bis 2000 über 250 Lieder und Jodelgesänge für Solo und Duett auf über 200 Schallplatten. 1982 spielte sie eine Goldene Schallplatte ein.
In den 1950er-Jahren war Vreni die Jodlerin des berühmten Aemmitaler Chörlis Burgdorf. Ab 1970 trat sie oft im Duo mit ihrem Sohn Urs auf. Folkloretourneen führten sie nach Holland, nach Japan und in die USA.
Mit ihrer gewaltigen Stimme, einmaligen Kehlkopfschlägen und ihrer natürlichen Liedinterpretation sang sie sich jahrzehntelang in die Jodlerherzen.
1982 wurde sie mit verschiedenen Ehrenmitgliedschaften und Auszeichnungen wie dem Kultur-Anerkennungspreis der Stadt Burgdorf geehrt. Der Bernisch Kantonale Jodlerverband (BKJV) verlieh der unermüdlichen Förderin des Jodelgesangs im Jahre 1981 die Freimitgliedschaft, der Eidgenössische Jodlerverband (EJV) kurz darauf 1985.

## Diskografie
- 80 Jährli jung, Sonderauflage mit Jodelliedern und Berndeutschen Geschichten[5]